# Anne-Lise Gastaldi
Anne-Lise Gastaldi, née le 21 avril 1965, est une pianiste et professeur de piano française, membre du trio George Sand avec la violoniste Virginie Buscail et la violoncelliste Diana Ligeti.

## Biographie

### Jeunesse et études
Ancienne élève de Lucette Descaves, de Pierre Sancan, de Simone Delbert-Février à Nice, d’Anne Queffélec (à Nice puis à Paris) et de Jean Mouillère au CNSMD de Paris, Anne-Lise Gastaldi est notamment finaliste du Concours international de musique de l’ARD de Munich en musique de chambre (avec la violoncelliste Diana Ligeti).

### Carrière
En 2016, elle co-fonde[Quand ?] avec Virginie Buscail et en partenariat avec MusicaMédicis, le label Elstir qui illustre des œuvres musicales par des textes écrits par personnalités majeures. L’écrivain Diane Meur a écrit pour illustrer le trio de Fanny Mendelssohn, l’académicien Dominique Fernandez pour illustrer le concert en live du trio George Sand autour du peintre Bazille, Marina Mahler, petite fille du compositeur pour "Mahler intime,", Belinda Cannone, François Hartog et Jérôme Prieur pour un disque illustrant "Proust et la modernité". Le dernier en date, "Le voyage imaginaire de Mozart au Japon," est enrichi de 5 lettres imaginaires écrites par le compositeur grâce à la plume du romancier Richard Collasse.
Lauréate du programme « Villa Médicis hors les murs - AFAA » en 2004[réf. nécessaire], elle conçoit Escales Romaines, un spectacle (musiques interprétées par le trio George Sand et la soprano Jennifer Tani) sur les Prix de Rome de musique en faisant découvrir des facettes méconnues de compositeurs français notoires (Berlioz, Gounod, Bizet, Massenet, Debussy, Lili Boulanger, Dutilleux ...)[réf. nécessaire]. Diverses versions de ce spectacle sont données à la Villa Médicis même ainsi qu'en de nombreux autres endroits comme la Fenice de Venise, le théâtre de Gênes, le CUM de Nice, l'Auditorium Saint-Pierre-des-Cuisines à Toulouse, à Toulouse les Orgues, au Festival Chopin de Nohant, au Festival Berlioz de la Côte Saint-André ...
En 2014, pour le centenaire du début de la Grande Guerre, elle organise le spectacle théâtral Avant l’heure où les thés d’après-midi finissaient …, mis en scène par Floriane Bonanni, dont le fil rouge est un jeune homme envoyé au front qui raconte comment la musique était présente à cette époque, salvatrice pour les poilus dans les tranchées, ambiguë lorsqu'il s’agissait des concerts donnés dans les salons privés bien loin du son des canons : ce jeune homme est joué par Loïc Corbery de la Comédie-Française. Les autres artistes sont Virginie Buscail, la violoncelliste Maja Bogadanovic, le pianiste-accordéoniste Benoît Urbain et la chanteuse Edwige Bourdy[réf. nécessaire]. Ce spectacle a été donné au théâtre de Nîmes, à celui de Vienne, à celui de Châteaudun.
En 2015, Anne-Lise Gastaldi conçoit le programme « L’oreille de Proust » qui donne naissance à un concert-lecture donné notamment sur les Scènes nationales de Niort et d’Angoulême, à un disque à 4 mains avec David Saudubray, sorti en 2015, et qui, avec le concours du comédien Camille Devernantes, a été choisi comme évènement commémoratif du centenaire de l’entrée en guerre des États-Unis aux côtés de la France, avec une tournée aux États-Unis en 2017.
En 2017, elle imagine un spectacle sur Venise donné à Venise même, au Palazzo Contarini-Polignac, avec la soprano Marie-Laure Garnier, lauréate du concours de la fondation Nadia et Lili Boulanger, et avec Clément Hervieu-Léger de la Comédie-Française.
A partir de 2019, plusieurs concerts-lectures sont imaginés, avec des comédiens tels Anny Duperey ("Colette", "Destins de femmes"), Lambert Wilson ("Proust"), Didier Sandre ("L'âme russe") ...
En 2023, autour du Japon où le Trio George Sand joue chaque année, elle imagine tout d'abord un programme de concert créé en 2024 aux Journées Musicales Marcel Proust avec des oeuvres contemporaines écrites spécifiquement par Daï Fujikura (Nui) et Misato Moshizuki (Suikinkutsu) créées en juillet 2024 au festival de Radio-France et de Montpellier Occitanie. Ce programme est également la base du disque-livre "Le voyage imaginaire de Mozart au Japon". Il est au centre d'une tournée au Japon à Moshizuki, Osaka, Nagoya et Tokyo à l'automne 2025 et va donner lieu à un spectacle musical et théâtral à l'horizon 2027 autour de l'écrivaine Shei Shonagon.
En 2025 et 2026, avec la pianiste Valentina Igoshina et le comédien Didier Sandre, elle imagine un iconoclaste concert-lecture "Satie's Fête" autour du compositeur mort en 1925. Concernant Erik Satie, Anne-Lise participe, au piano et aux anecdotes, au documentaire Arte du 13 juillet 2025.

### Enseignement
Anne-Lise Gastaldi est professeur de piano au Conservatoire National Supérieur de Musique et de Danse de Lyon depuis 2021. Elle enseigne au Conservatoire national supérieur de musique et de danse de Paris (CNSMDP) en tant que professeur de pédagogie. Elle est également professeur de piano au Conservatoire à rayonnement régional de Paris (CRR de Paris).

### Récompenses
Anne-Lise Gastaldi est, depuis 2024, Médaille d'or de la Renaissance Française pour le Rayonnement Culturel.

## Concerts

### Trio George Sand
Anne-Lise Gastaldi est la pianiste du trio George Sand avec la violoniste Virginie Buscail et la violoncelliste Diana Ligeti qui se produit lors de festivals de musique classique comme la Folle Journée de Nantes, ou le festival international de Colmar ou pour des programmations sur la musique contemporaine comme à la Société de musique contemporaine du Québec.

### Duos
Anne-Lise Gastaldi forme également un duo violon-piano avec Virginie Buscail avec laquelle elle se produisit à Nice, à Chartres et à Venise. Elle se produit également en piano à quatre mains avec le pianiste David Saudubray, et Valentina Igoshina ainsi qu'avec de nombreux musiciens tels que la violoncelliste Violaine Despeyroux, la harpiste Anaïs Gaudemard, le clarinettiste Nicolas Baldeyrou, la flûtiste Sophie Cherrier, la violoniste Sarah Nemtanu ou l'altiste David Gaillard.
La discographie d'Anne-Lise Gastaldi (chez Calliope, Integral Classic, Outhere,, Zig-Zag Territoires et maintenant chez Elstir Editions) comprend de nombreux titres récompensés dans Classica, Le Monde de la Musique, Diapason et Télérama,,.
Elle a été invitée dans plusieurs émissions télévisées, et radiophoniques et elle est l’objet d’articles et interviews dans des magazines spécialisés comme Pianiste,, ou généralistes comme La Réforme.

## Ouvrages

### Recueils
Anne-Lise Gastaldi est avec Valérie Haluk (à l’époque professeur au Conservatoire du Centre de Paris) à l'origine de Piano Project, puis d’Univers Parallèles, recueils édités par Universal Edition, de pièces pour piano écrites spécifiquement pour des élèves par de grands compositeurs de notre époque.

### Méthodes
On doit également à Anne-Lise Gastaldi plusieurs méthodes de piano aux éditions Billaudot, comme Le piano en mouvements ou Jeu de gammes (avec Florence Aramburu, professeur au Conservatoire du 12e arrondissement de Paris).
Directrice de collection aux éditions Billaudot, elle fait éditer des recueils originaux comme Impressions d'enfance (Philippe Leroux), Du classique au jazz (Benoît Urbain) ou Happy Birthday (Edouard Delale).

## Festivals
Anne-Lise Gastaldi élabore le programme de deux festivals.

### Les Journées musicales Marcel-Proust à Cabourg
Passionnée de littérature elle est la présidente de l'association des Amis de Vinteuil qui organise chaque édition des Journées musicales Marcel-Proust. Ce festival, consacré à l'auteur de À la recherche du temps perdu, a lieu, les années paires et accueille un public venu spécifiquement du monde entier. Sept éditions ont eu lieu, en 2012, 2014, 2016, 2018, 2021 (2020 décalée pour cause de Convid-19), 2022 et 2024. Le Château d'Ermenonville accueillera la 8ème édition de 2026.

### ClassicaVal à Val d'Isère
Anne-Lise Gastaldi est aussi directrice artistique du premier opus du festival ClassicaVal de Val d’Isère qui a lieu tous les ans au mois de janvier.